# Le memorie di un pazzo (Gogol')
(Aksentij Ivanovic)
Le memorie di un pazzo (in russo Записки сумасшедшего?, Zapiski sumasščedšego) è un racconto dello scrittore Nikolaj Vasil'evič Gogol'. Pubblicato per la prima volta nella raccolta Arabeschi (in russo Арабески?) del 1835, Le memorie di un pazzo apparve poi nel terzo volume delle opere complete dello scrittore nel 1842. In alcuni appunti di Gogol' di poco anteriori alla prima uscita del racconto si trova annotato il titolo Le memorie di un musicista pazzo, il che lascia presumere l'esistenza di una precedente stesura dai contenuti diversi.
Come per le altre opere dei Racconti di Pietroburgo (conosciute con questo nome solo dopo l'edizione del 1842) la censura intervenne su Le memorie di un pazzo con diversi tagli; nelle edizioni posteriori, grazie all'ausilio dei manoscritti, le parti soppresse furono reintegrate nel testo del racconto.

## Trama
Il racconto, scritto in prima persona nella forma di un diario, narra la progressiva discesa nella follia del burocrate Aksentij Ivanovič Popriščin. Attratto dalla bella figlia del suo direttore, e volendo sapere qualcosa di più sul conto di lei, Aksentij Ivanovič sottrae le lettere che sarebbero state scritte dalla  cagnetta Maggie, nelle quali egli crede di leggere tutto il disinteresse della ragazza verso di lui. Appresa la notizia che il trono di Spagna è vacante, Aksentij Ivanovič si proclama monarca di quel Paese, inizia a firmare i documenti come Ferdinando VIII e chiede la mano della figlia del direttore; quindi si mette al lavoro sulla sua divisa da consigliere titolare per farne un manto regale. Ormai divenuto completamente pazzo, Aksentij Ivanovič viene portato al manicomio, che però a lui appare come la corte spagnola.

## Temi

### La pazzia: un ritratto realistico
Popriščin è stato descritto dallo psichiatra Eric Lewin Altschuler come una delle prime e più ampie rappresentazioni di ciò che divenne noto come schizofrenia. Già nella seconda metà dell'Ottocento, Memorie di un pazzo era spesso citato come un caso di studio realistico sulla pazzia: medici specialisti scrissero articoli che confermavano come Gogol' avesse rappresentato in modo fedele il progresso del delirio paranoico nell'uomo.
Nella caratterizzazione del protagonista del suo racconto, Gogol' evoca immagini tipiche come le allucinazioni uditive (Popriščin sente i cani parlare), la mania di grandezza, ma pone anche l'attenzione sul contesto rigido e istituzionale del manicomio e gli effetti che questo ha sul paziente; l'immagine del manicomio come casa di correzione, presentata indirettamente attraverso le squilibrate annotazioni del diario di Popriščin, è anche fedele alle prospettive ideologiche e alle pratiche istituzionali relative al trattamento della follia in quell'epoca.

### L'alienazione
La discesa progressiva di Popriščin nella follia è il risultato della sua alienazione dalla società. Il suo desiderio di raggiungere un determinato status sociale produce frustrazione piuttosto che motivazione. E la mancanza di motivazione porta Popriščin a desiderare il potere e la ricchezza, invece di cercare attivamente di raggiungere questo obiettivo nella realtà.
Il rapporto tra individuo e società è una forza dirompente nell'evoluzione del racconto. Popriščin vede in tutti coloro che lo circondano una minaccia e trova sempre un modo per incolpare gli altri delle sue frustrazioni personali; di conseguenza, li tratta con l'aggressività che crede essi si meritino. Questo comportamento finisce con l'alimentare un circolo vizioso che giustifica la percezione e il trattamento negativo che la società esercita nei confronti di Popriščin.

## Edizioni italiane
- Il giornale di un pazzo, in Racconti di Pietroburgo, traduzione di Tommaso Landolfi, Collezione Il sofà delle muse n.7, Milano, Rizzoli, 1941. - Milano, BUR, 1949; Firenze, Giunti Marzocco, 1983; Milano, Adelphi, 2000.
- in  I racconti di Pietroburgo, traduzione di Pietro Zveteremich, Collana I grandi libri, Milano, Garzanti, 1967.
- Il diario di un pazzo, in Racconti di Pietroburgo, traduzione di Emanuela Guercetti, Introduzione di Eridano Bazzarelli, Collana Classici moderni, Milano, BUR, 1995.
- in  Opere, vol. I, traduzione di Igor Sibaldi, a cura di Serena Prina, Collana I Meridiani, Milano, Mondadori, 1994.
- in  Racconti di Pietroburgo, a cura di Francesca Legittimo, Collana Grandi Classici tascabili, Venezia, Marsilio, 2001, ISBN 978-88-317-7713-1.
- in  Racconti di Pietroburgo, trad. e cura di Paolo Nori, Marcos y Marcos, 2018.
- in  Racconti di Pietroburgo, traduzione di Damiano Rebecchini, Collana UEF. I Classici, Milano, Feltrinelli, 2020, ISBN 978-88-079-0361-8.
- Memorie di un pazzo, trad. e cura di Serena Vitale, Collana Piccola Biblioteca n.800, Milano, Adelphi, 2024, ISBN 978-88-459-3857-3.
- Memorie di un pazzo. Versione filologica con testo a fronte, a cura di Bruno Osimo, Milano, Bruno Osimo, 2024, ISBN 979-12-813585-08.